# Герасимчук Володимир Опанасович
Герасимчук Володимир Опанасович (нар. 26 травня 1939 року в м. Базар Житомирської області) — академік Транспортної академії України, Почесний дорожник України, Заслужений будівельник України, почесний член міжурядової Ради дорожників.

## Біографія
Народився 26 травня 1939 року в м. Базар Житомирської області. Проживав в м. Полонному.
Закінчив Київський автомобільно-дорожній інститут.
Після закінчення інституту в 1960 році направлений на роботу в Полонський автошосдор, де працював дорожнім майстром і виконробом. З 1963 році працював в Хмельницькому обласному управлінні автомобільних доріг на посаді старшого інженера, начальника сектора і начальника відділу.
З 1969 року працював на керівних посадах в республіканському об'єднанні з будівництва, ремонту і експлуатації автомобільних шляхів «Укравтошлях» Міншляхбуду УРСР. З серпня 1990 року — віце-президент концерну «Укршляхбуд». У 1993 році призначений першим заступником директора Департаменту автомобільних доріг України і в 1994 році — першим заступником голови держкорпорації «Укравтодор».
У квітні 1997 року Указом Президента України призначений головою державної корпорації з будівництва, ремонту та утримання автомобільних доріг «Укравтодор». Займався розбудовою магістральних автодоріг у напрямках Харкова, Чернігова, Житомира, Рівного і Одеси, будівництвом мосту через Дніпро у Херсоні.
За ініціативою та допомогою Володимира Опанасовича в Полонному побудовано міст через річку Хомора, об'їзну дорогу з мостом в напрямку м. Шепетівка, реконструйовано і відремонтовано вулиці Лесі Українки, Київська, Залізнична, Рибалка. Побудовано мости в селищі Понінка, селі Новолабунь, об'їзна дорога з мостом в с. Онацьківці, асфальтова дорога до села Бражинці, проведено капітальний ремонт вулиці Кірова в Полонному, яка була перейменована на вулицю Герасимчука. Володимир Опанасович — почесний громадянин міста Полонне.
Один із організаторів робіт з ліквідації аварії на ЧАЕС, відбудови шляхів після землетрусу у Вірменії. Приймав безпосередньо рішення і організовував роботи з надання допомоги в ліквідації наслідків повені в 1996 році у західних областях України, в 1997 році — у Польщі, в 1998 і 2000 роках — у Закарпатті.
З 1994 року як експерт від України в міжнародній робочій групі транспортного департаменту ЄС від України, домігся того, що із дев'яти міжнародних транспортних коридорів чотири проходять територією України.

## Відзнаки
Академік Транспортної академії України, Почесний дорожник України і Заслужений будівельник України (1998), почесний член міжурядової Ради дорожників.
Нагороджений орденом «Знак Пошани» (1981), Почесною грамотою Президії Верховної Ради України (1985), дипломом Всеукраїнської акції «Золота фортуна», Подякою Президента, Почесною відзнакою Міністерства надзвичайних ситуацій (1999), орденом «За заслуги» III ступеня (1999), нагрудним знаком «Лідери XXI століття», Почесною грамотою Кабінету Міністрів, трьома медалям, нагрудними знаками «Лідери XXI століття», «Знак Пошани».